# 史特拉克男爵
史特拉克男爵（英語：Baron Strucker）是一位出現在漫威漫畫中的超級惡棍，前納粹黨黨員，九頭蛇的領導者之一，曾策劃多起恐怖攻擊。

## 人物
沃爾夫岡·馮·史特拉克（Wolfgang von Strucker）出生於波斯尼亞地區，長大後加入納粹黨，與紅骷髏和齊莫男爵三人成為阿道夫·希特勒眼前的紅人。他曾經被派到日本幫助一個神秘忍者組織訓練一名少女，後來該少女被美國隊長和金鋼狼救走，而這位少女正是將來的黑寡婦。
由尼克·福瑞所率領的咆哮突擊隊被德軍俘虜，但由於咆哮突擊隊多次挫敗德軍，所以犯罪組織九頭蛇下令史特拉克與尼克進行劍術對決來挽回士氣。史特拉克為了確保勝利而下藥弱化尼克，然而儘管如此最後結果還是以平手收場，這使得史特拉克開始盯上尼克。
之後史特拉克與咆哮突擊隊多次交戰皆無法取勝，希特勒對節節敗退的史特拉克感到不滿，於是給他最後機會去炸毀Cherbeaux城，但還是被咆哮突擊隊阻止。史特拉克眼看大勢已去，便要求尼克單挑，尼克以釋放Cherbeaux城的居民為條件接受，於是雙方在倒塌中的Cherbeaux城內決鬥，在即將分出勝負的時候倒塌的建築物打斷了他們的對決。史特拉克釋放城民的舉動激怒了希特勒，派人暗殺史特拉克未遂。
認為德軍氣數已盡的紅骷髏派遣史特拉克到日本成立一個後備組織，等待將來東山再起，但對納粹心死的史特拉克只想替自己培養勢力，於是在手合會的協助下滲透進九頭蛇並成功奪權。隨後他假意要將九頭蛇獻給希特勒而重新加入納粹黨，實則以研究軍事武器的藉口將納粹黨的資源奪走來壯大九頭蛇。
藉由科學的力量，史特拉克的老化速度減慢，戰後史特拉克策劃了多起恐怖攻擊，更發明了死亡孢子炸彈，但尼克偷偷潛入基地，還把自己的面具套在史特拉克頭上，誘騙九頭蛇特工攻擊他，史特拉克躲避攻擊的時候不小心被死亡孢子炸彈給蒸發掉。
九頭蛇在史特拉克死後四分五裂，往日的輝煌不再，為了重建昔日的邪惡帝國，九頭蛇的科學家經過多年來的嘗試後成功復活了史特拉克。復活的史特拉克擁有了死亡孢子炸彈的力量，他率領九頭蛇與尼克的神盾局作對，還偷走了紐約市的黑道老大金霸王的財產來重建九頭蛇，之後史特拉克殺死了尼克的女友，結果被盛怒的尼克砍斷右手，隨後跌下懸崖，但史特拉克並沒有死，在裝上機械義肢「撒旦之爪」後，史特拉克依然帶領九頭蛇繼續興風作浪。

## 其他媒體

### 電影
- 漫威電影宇宙：由托馬斯·克萊舒曼飾演史特拉克男爵。
  - 《美國隊長2》（2014年）：片尾客串
  - 《復仇者聯盟2：奧創紀元》（2015年）

### 電視
- 《尼克·弗瑞：神盾局特工》：電視電影，由Campbell Lane飾演史特拉克男爵。
- 《復仇者：蓋世英雄》，由吉姆·沃德配音。